# Yatesville (Pennsilvània)
Yatesville és una població dels Estats Units a l'estat de Pennsilvània. Segons el cens del 2000 tenia 649 habitants.

## Demografia
Segons el cens del 2000, Yatesville tenia 649 habitants, 233 habitatges, i 188 famílies. La densitat de població era de 455,6 habitants per km².
Dels 233 habitatges en un 31,8% hi vivien nens de menys de 18 anys, en un 63,5% hi vivien parelles casades, en un 12,9% dones solteres, i en un 18,9% no eren unitats familiars. En el 16,3% dels habitatges hi vivien persones soles el 7,3% de les quals corresponia a persones de 65 anys o més que vivien soles. El nombre mitjà de persones vivint en cada habitatge era de 2,79 i el nombre mitjà de persones que vivien en cada família era de 3,11.
Per edats la població es repartia de la següent manera: un 22,8% tenia menys de 18 anys, un 6% entre 18 i 24, un 31,7% entre 25 i 44, un 25,4% de 45 a 60 i un 14% 65 anys o més.
L'edat mediana era de 38 anys. Per cada 100 dones de 18 o més anys hi havia 82,8 homes.
La renda mediana per habitatge era de 46.429$ i la renda mediana per família de 57.813$. Els homes tenien una renda mediana de 41.176$ mentre que les dones 23.333$. La renda per capita de la població era de 24.551$. Entorn de l'1,5% de les famílies i el 2,9% de la població estaven per davall del llindar de pobresa.

## Poblacions més properes
El següent diagrama mostra les poblacions més properes.